# Neil deGrasse Tyson
Neil deGrasse Tyson, född 5 oktober 1958 i Bronx i New York, är en amerikansk astrofysiker och direktör för Hayden Planetarium på Rose Center for Earth and Space i New York. Centret är en del av American Museum of Natural History, där Tyson grundade institutionen för astrofysik 1997 och har varit forskarassistent på avdelningen sedan 2003. Han är också känd för sin popularisering av astronomi och vetenskap; han har skrivit ett tiotal populärvetenskapliga böcker och är känd som programledaren för Cosmos: A Spacetime Odyssey. Tyson är uttalad agnostiker.

## Unga år
Tyson föddes som andra barnet av tre i New York. Föräldrarna var Cyril deGrasse Tyson och Sunchita Feliciano Tyson. Han gick i skola vid Bronx High School of Science mellan åren 1972 och 1976 där han var lagkapten i brottning och chefredaktör för skolans Physical Science Journal. Hans intresse för astronomi började redan tidigt ta form, något han kom att febrilt studera senare i livet. Som femtonåring erhöll han viss berömmelse genom att hålla föreläsningar i astronomi.
Astronomen Carl Sagan försökte förmå Tyson att komma till Cornell University för att studera. Tyson valde emellertid att studera vid Harvard University, där han koncentrerade sig på fysik. Till en början deltog han i rodd, men återvände under senare år till brottning. Tyson tog examen från Harvard 1980. Han studerade därefter vid University of Texas at Austin där hans fokus var astronomi. Under sin universitetstid var han även aktiv inom dans, däribland jazzdans, balett och tiodans, inom vilken han 1985 vann en guldmedalj.
Han påbörjade sin doktorsavhandling vid samma skola, men flyttade 1988 till Columbia University då hans doktorandkommitté upplöstes. 1991 fick han en filosofie doktorsexamen i astrofysik.

## Karriär

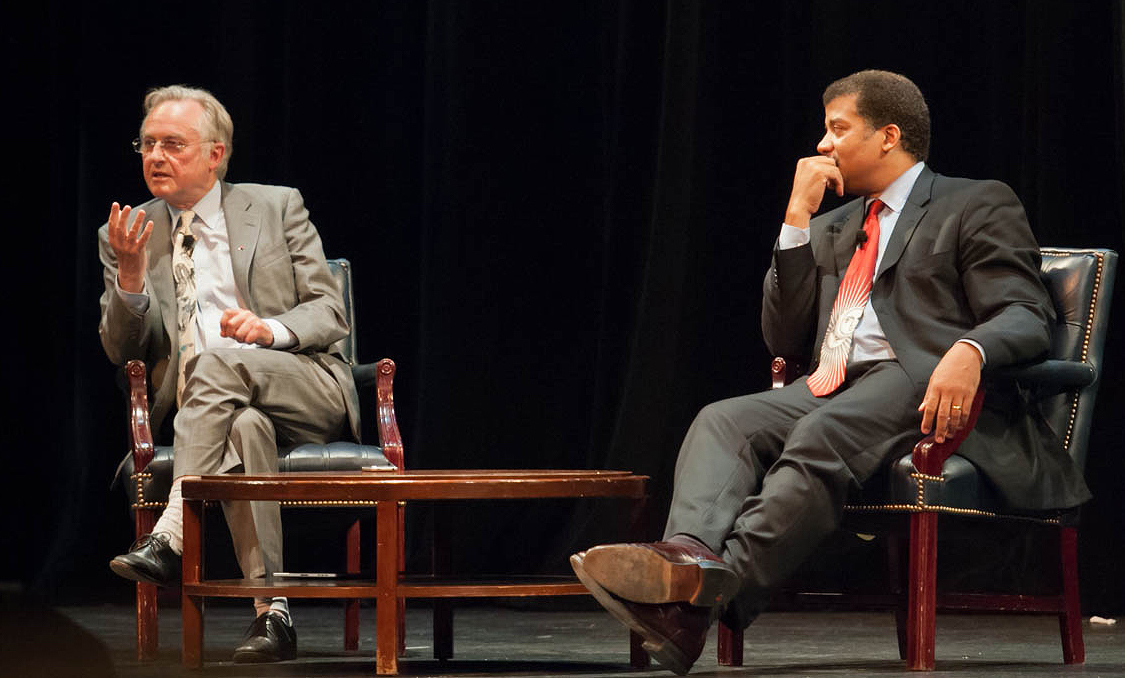
Neil deGrasse Tyson och Richard Dawkins på Howard University september 2010.

Tyson har skrivit en mängd populära böcker om astronomi. 1995 började han skriva krönikan Universe åt tidskriften Natural History. I ett nummer 2002 myntade Tyson uttrycket "Manhattanhenge" som referens till de två dagar per år solnedgången obehindrat kan ses längs tvärgatorna i Manhattan.
2001 utnämndes han av dåvarande amerikanska presidenten George W. Bush som ledamot i Commission on the Future of the United States Aerospace Industry och 2004 på President's Commission on Implementation of United States Space Exploration Policy. Den sistnämnda kallas även "Moon, Mars and Beyond" kommissionen. Kort därefter tilldelades han NASA Distinguished Public Service Medal vilket är det mest prestigefyllda priset som Nasa tilldelar civila personer.
2004 var han programledare för PBSserien Origins. och stod även som medförfattare med Donald Goldsmith till den tillhörande boken Origins: Fourteen Billion Years Of Cosmic Evolution. Tyson har också varit programledare för tv-programmet NOVA scienceNOW på den amerikanska public service-kanalen PBS.
Som direktör för Hayden Planetarium hade Tyson en stor roll i Plutos omgradering från planet till dvärgplanet. Han förklarade att det var vettigare att gruppera planeter efter egenskaper än att lära sig namnen som en ramsa. Enligt uttalanden på program såsom The Colbert Report, The Daily Show och BBC Horizon resulterade detta i en stor mängd hatbrev, många av dem från barn. 2006 bekräftade Internationella Astronomiska Unionen (IAU) detta synsätt och Pluto klassificerades officiellt om som dvärgplanet.
Tyson har varit vicepresident, president och ordförande i The Planetary Society. Han är även programledare på PBS-programmet NOVA scienceNOW. På symposiet Beyond Belief i november 2006 var han en av talarna. Tyson, som är välkänd för sin färgstarka personlighet, gladlynthet och stora vördnad för universums storlek, blev 2007 vanligt återkommande kommentator i The History Channels populära TV-serie The Universe.
I maj 2009 påbörjade han en entimmes radioprogram kallat Star Talk. Han delar där programledartiteln med komikern Lynne Koplitz. Programmet syndikerades på söndagseftermiddagar på stationen KTLK AM in Los Angeles and WHFS i Washington D.C. Projektet avslutades efter 13 veckor, men återuppstod i december 2010, då med Koplitz ersatt av Chuck Nice och Leighann Lord.

## Åsikter
Tyson anser att intelligent design motarbetar vetenskapliga rön. I en podcastintervju kallad "Point of Inquiry" anger Tyson att han är agnostiker. Han har skrivit och talat mycket om sina åsikter om religion, andlighet och religiösa och andliga idéer inom vetenskapen, däribland uppsatserna "The Perimeter of Ignorance" och "Holy Wars", som båda publicerades i tidskriften Natural History samt i en workshop kallad Beyond Belief.
Tyson bodde nära World Trade Center och bevittnade själv 11 september-attackerna. Han skrev ett vida spritt brev om vad han såg.
Tyson har samarbetat med evolutionsbiologen Richard Dawkins och med honom hållit konferenser om religion och vetenskap. Tillfrågad om han personligen tror på en högre makt, svarade Tyson:

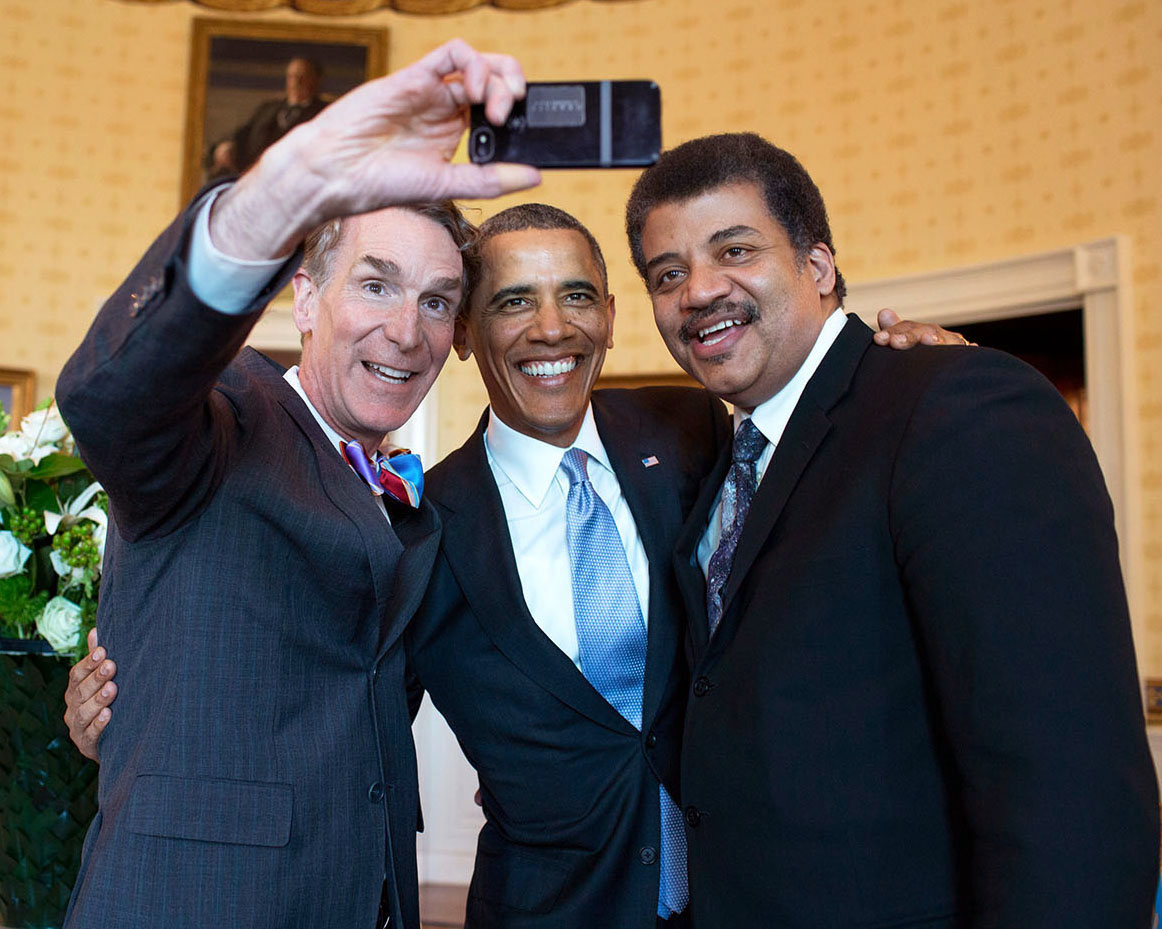
Bill Nye tar en selfie med Barack Obama och Neil deGrasse Tyson februari 2014.

| ”                                   | Every account of a higher power that I've seen described, of all religions that I've seen include many statements with regard to the benevolence of that power. When I look at the universe and all the ways the universe wants to kill us, I find it hard to reconcile that with statements of beneficence. | „ |
| – Neil deGrasse Tyson, 31 mars 2010 | |   |

## Priser och utmärkelser (i urval)

### Utmärkelse
- 2001 Medal of Excellence, Columbia University, New York City
- 2004 NASA Distinguished Public Service Medal
- 2007 Vinnare av Klopsteg Memorial Award
- 2009 Douglas S. Morrow Public Outreach Award från Space Foundation
- 2009 Isaac Asimov Awards från American Humanist Association [30]
- Asteroiden 13123 Tyson[31]

### Hedersdoktorat
- 1997 York College, City University of New York
- 2000 Ramapo College, Mahwah, New Jersey
- 2000 Dominican College, Orangeburg, New York
- 2001 University of Richmond, Richmond, Virginia
- 2002 Bloomfield College, Bloomfield, New Jersey
- 2003 Northeastern University, Boston, Massachusetts
- 2004 College of Staten Island, City University of New York
- 2006 Pace University, New York City
- 2007 Williams College, Williamstown, Massachusetts
- 2008 University of Pennsylvania, Philadelphia, Pennsylvania
- 2010 University of Alabama in Huntsville, Huntsville, Alabama
- 2010 Rensselaer Polytechnic Institute, Troy, New York
- 2010 Eastern Connecticut State University, Willimantic, Connecticut

### Honorärtitlar
- 2000 Sexigaste levande astrofysiker, People Magazine
- 2001 Asteroid: 13123 Tyson av IAU.
- 2001 The Tech 100 - av redaktörer för Crain's Magazine utsedd som en av de 100 mest inflytelserika teknologerna i New York.
- 2004 50 Most Important African-Americans in Research Science.[32]
- 2007 Harvard 100: Most Influential Harvard Alumni Magazine, Cambridge. Massachusetts
- 2007 The Time 100 - av redaktörer för Time Magazine utsedd som en av de 100 mest inflytelserika personerna i världen.[33]
- 2008 Discover Magazine valde Tyson om en av de 50 bästa hjärnorna inom vetenskap.[34]